# 似腹杯喉盤魚
似腹杯喉盤魚（學名：Gastroscyphus hectoris），為輻鰭魚綱喉盤魚目喉盤魚科的其中一種，分布於西南太平洋的紐西蘭海域，為特有種，深度0至10公尺，1876年，阿爾伯特·岡瑟（Albert Günther）根據在庫克海峽南岸採集的正模標本，將該物種命名為Crepidogaster hectoris，岡瑟以此紀念蘇格蘭科學家詹姆斯·赫克托（James Hector，1834-1907），他曾任紐西蘭地質調查局局長，並向大英博物館捐贈了該正模標本，本魚體延長，前部平扁，後部側扁，體不被鱗，覆有粘液層，腹鰭喉位，與周圍的皮褶特化成一吸盤，尾鰭圓形，體色從淡紅到橄欖綠色或褐色背面，腹側灰白。一條較淡的顏色橫帶沿著來自分開比較深色的背部有顏色從灰白下表面的吻部到鰓蓋的在眼與一條狹窄的水平深色的斑紋之間的頭部，背鰭軟條6-8枚、臀鰭軟條6-7枚，體長可達6.4公分，壽命可達4年，屬底棲性魚類，棲息在褐藻生長的潮間帶，生活習性不明。